# Герреро, Франсиско
Франсиско Герре́ро (исп. Francisco Guerrero; 4 октября 1528, Севилья — 8 ноября 1599, там же) — испанский композитор; наряду с Т. Л. де Викторией наиболее значительный автор церковной музыки испанского Ренессанса. Представитель андалусийской школы композиторов XVI века.

## Очерк биографии и творчества
Ученик К. де Моралеса. В 1542–46 певчий, с 1551 помощник регента, в 1574–99 (с перерывами) капельмейстер кафедрального собора в Севилье. Паломничество в Святую землю (1588–89), сопровождавшееся (на обратном пути) нападением пиратов и другими злоключениями, описал в книге своих путевых заметок «Путешествие в Иерусалим» (1590), которая имела большой успех у современников. 
Искусно играл на арфе, органе, виуэле и других инструментах. Центральное место в творчестве Герреро занимают вокальные сочинения для церкви: «Страсти по Матфею» и «Страсти по Иоанну» (Рим, 1585; имеют примечательный авторский подзаголовок more hispano), 18 месс (в т.ч. реквием; опубликованы в 1566 и 1582), около 150 мотетов (1555–97), магнификаты во всех церковных тонах (1563), восьмиголосный Te Deum (1589). Всемирную известность приобрёл пятиголосный мотет Герреро «Ave Virgo sanctissima» (1566). 
Помимо высоких и «учёных» жанров Герреро работал в различных жанрах паралитургической музыки. Масштабный сборник «Духовные песни и вильянсико» («Canciones y villanescas espirituales», Венеция, 1589) показывает его не только как мастера имитационной полифонии, но и гомофонного (старогомофонного) склада. Для некоторых пьес коллекции характерны изобретательность ритмики (синкопы, триоли, квазифольклорные танцевальные фигуры) и «театральные» эффекты — генеральные паузы, контрасты ансамблевого и сольного звучания, звукоизобразительность.
Среди учеников Герреро — Алонсо Лобо. Имя Герреро носит Севильская консерватория.

## Литературные сочинения
- El viage de Hierusalem que hizo Francisco Guerrero, Racionero, y Maestro de Capilla de la Santa Iglesia de Sevilla. Valencia, 1593.